# Poecilia caucana
Poecilia caucana es un pez de la familia de los pecílidos en el orden de los ciprinodontiformes.

## Morfología
Los machos pueden alcanzar los 3 cm de longitud total y las hembras los 6 cm.

## Distribución geográfica
Se encuentran en los ríos de la costa pacífica desde Panamá hasta Colombia. También en el Lago Maracaibo (Venezuela).